# 哈瑞森拉氏淵龍鰧
哈瑞森拉氏淵龍鰧，為輻鰭魚綱鱸形目南極魚亞目淵龍鰧科的其中一種，分布於東南太平洋的智利海域，屬底棲性魚類，棲息深度約595公尺，屬肉食性，生活習性不明。